# Politess im Sitten-Stress
Politess im Sitten-Stress, auch Politess im Sitten-Streß (Originaltitel: La poliziotta fa carriera) ist eine italienische Erotik-Filmkomödie mit Slapstick-Einlagen des Regisseurs Michele Massimo Tarantini aus dem Jahr 1975. Für den Film existieren diverse Alternativtitel, wie beispielsweise Das verrückte Polizeirevier oder Flotte Teens und das verrückte Polizeirevier.
Die Inszenierung ist der zweite Teil einer Filmquadrologie um eine ab diesem Film von Edwige Fenech verkörperte Polizeibeamtin und deren verrückten Polizeirevier. Es folgten Das Schlitzohr von der Sitte (1979) und Eine Superpolizistin in New York (1981). Der erste, in Deutschland nicht aufgeführte Film entstand 1974 mit Mariangela Melato in der Hauptrolle.

## Handlung
Die attraktive Gianna Amicucci wird nach Abschluss der italienischen Polizeiakademie und dank guter Beziehungen in den aktiven Polizeidienst übernommen. Die untalentierte Schönheit wird dem alternden Kommissar Antinori zugeteilt, in dessen Luxuswagen sie noch vor Dienstantritt mit ihrem PKW auffährt. Der leitende Beamte ist fortan bemüht sich nicht von seiner Antipathie leiten zu lassen. Zudem ist Antinoris Geduld durch die Unbekümmertheit der jungen Kollegin strapaziert, die ihrerseits eine heillose Verwirrung stiftet.
Privat ist Gianna mit dem eifersüchtigen Polizisten Arturo verlobt, der ständig Zärtlichkeiten einfordert, die sie aber vehement ablehnt. Des Weiteren wird sie leidenschaftlich von einem jungen Arzt namens Dr. Moretti umgarnt, dessen Vater ihr einst den Traum von einer Polizeikarriere erst ermöglichte.
In der Folge betraut man Gianna mit diversen Fällen, die sie alle mit Bravour meistert. Eines Tages soll sie die verschollene Mutter eines kleinen Jungen ausfindig machen. Die engagierte Polizistin fahndet in Eigenregie, tarnt sich als Prostituierte und gerät so in eine frivole Rauschgiftparty des gesuchten Drogenhändlers Federico Innocenti. Bei einer Razzia werden anschließend alle Partygäste bis auf den verschollenen Unterweltkönig verhaftet. Wenig später wird die vermisste Mutter des kleinen Jungen in einem Frauengefängnis aufgefunden.
Es gelingt Gianna letztlich den flüchtigen Drogenboss zu fassen. Für ihren selbstlosen Einsatz wird sie am Ende des Films mit einer Tapferkeitsmedaille ausgezeichnet.

## Kritiken
Das Lexikon des internationalen Films schrieb, die Produktion sei ein „billiger Klamaukfilm mit Sexeinlagen.“